# Storrs Zwergwaran
Storrs Zwergwaran oder Storrs Waran (Varanus storri) ist eine Art der Schuppenkriechtiere aus der Gattung der Warane (Varanus). Die Erstbeschreibung erfolgte 1966 durch den deutschen Herpetologen Robert Mertens. Das Artepitheton ehrt den australischen Naturforscher Glen Storr (1921–1990).

## Merkmale
Storrs Zwergwaran ist ein recht kleiner Waran, der normalerweise 30 cm Länge erreicht; das längste bekannte Exemplar maß über 40 cm. Das Verhältnis von Schwanzlänge zur Kopf-Rumpf-Länge beträgt 1,4 bis 1,6. Der Rücken ist leicht rötlich braun gefärbt, mit zahlreichen braunen bis schwarzen Schuppen, die manchmal ein netzförmiges Muster bilden. Körperseiten und Bauch sind hell gefärbt.
Die Schuppen am Kopf sind schmal, ungleichmäßig verteilt und glatt; die Nasenlöcher sind der Schnauzenspitze etwas näher als den Augen. Am Rumpf finden sich längs je nach Unterart 60 bis 91, meist 70 bis 84 Schuppenreihen, quer sind es 45 bis 48 Reihen. Der Schwanz weist stachelige Schuppen auf und ist im Querschnitt rund.

## Verbreitung und Lebensraum
Storrs Zwergwaran kommt in zwei Populationen in Nordaustralien vor, die als getrennte Unterarten aufgefasst werden. Als Unterscheidungsmerkmale werden Unterschiede in der Beschuppung herangezogen.
- V. s. storri unterscheidet sich von der anderen Unterart durch zahlreichere längsgerichtete Schuppenreihen am Rumpf (70–91 gegenüber 60–66). Die Unterart bewohnt Nordost-Australien von Charters Towers über das „Black Soil Area“ von Queensland bis hin zu den östlichen, an Queensland angrenzenden Gebieten des Northern Territory.
- V. s. ocreatus hat im Vergleich zu V. s. storri größere Schuppen an den distalen Hinterbeinen, und einen verhältnismäßig längeren Schwanz und Beine. Diese Unterart bewohnt hauptsächlich die Kimberley-Region.

Storrs Zwergwaran bewohnt felsige Graslandschaften, in Queensland auch lichte Wälder.

## Lebensweise
Der Storrs Zwergwaran ist meist zu den kühleren Tageszeiten aktiv, nur in einigen Wintermonaten ist er auch zur heißeren Mittagszeit aktiv. Die Aktivität ist von der Jahreszeit geprägt, und zu nahrungsreichen Zeiten versuchen die Tiere, möglichst viele Fettreserven anzulegen. Am aktivsten sind sie während Februar und März und zwischen Juli und November. Diese Waranart gilt als sehr scheu und wird nur selten gesehen; die Tiere flüchten vor Gefahr und Temperaturextremen in tote Bäume, unter Felsen oder in selbst gegrabene, U-förmigen Gänge. Er ist Bodenbewohner und kommt in größeren Kolonien vor; 1973 wurden in einer Untersuchung auf 0,75 km² Fläche 22 Exemplare gefunden, und der Gesamtbestand auf etwa 50 Exemplare geschätzt. Die Tiere bewegen sich nur in recht kleinen Bereichen. Storrs Zwergwaran ernährt sich von Insekten, Spinnentieren, Ameisen und kleinen Echsen.
Beide Geschlechter erreichen mit einer Kopf-Rumpf-Länge von etwa 9 cm die Geschlechtsreife. Die Fortpflanzung kann das ganze Jahr über stattfinden, bevorzugt wird jedoch die späte Trocken- und die frühe Regenzeit. Die Weibchen legen 1 bis 6, im Schnitt rund 4 Eier in selbst gegrabene Nester. Nach 100 bis 129 Tagen schlüpfen die Jungtiere, die beim Schlupf eine Kopf-Rumpf-Länge von 4,8 bis 6,1 cm erreichen. Sie wiegen etwa 3 g und unterscheiden sich mit ihrem gepunkteten Muster recht deutlich von den ausgewachsenen Tieren.

## Systematik
Anhand seiner Hemipenismorphologie wird Varanus storri innerhalb der Gattung Varanus in die Untergattung Odatria gestellt, und dort der Varanus acanthurus-Gruppe zugeteilt.